# Luc Toussaint
Luc Toussaint (Retinne, 27 april 1948) is een voormalig Belgisch volksvertegenwoordiger.

## Levensloop
Toussaint werd in 1970 beroepshalve audiovisueel productieleider van de RTBF. Hij onderbrak deze activiteit van 1979 tot 1981 om kabinetsmedewerker te worden van minister Jean-Maurice Dehousse.
Hij werd lid van de PS en werd in 1982 verkozen tot gemeenteraadslid van Luik, waar hij van 1983 tot 1995 schepen was. Van 1995 tot 1999 zetelde hij in de Kamer van volksvertegenwoordigers voor het arrondissement Luik.
In 2000 verliet hij de PS en sloot zich aan bij Ecolo. In november 2000 werd hij kabinetslid bij de Waalse minister van Vervoer, José Daras. Hij werd gemeenteraadslid van Ecolo in Luik en bleef deze functie uitoefenen tot in 2006.
Na zijn parlementair mandaat verbleef hij herhaaldelijk in Centraal-Afrika, in de gebieden van de Grote Meren, Burundi en Zuid-Kivu. Hij werd er actief in humanitaire hulpverlening en in ecotoerisme en in de steun aan de ontwikkeling van de lokale economie. Hij droeg bij tot de creatie van een zomerfestival in Bukavu, en van een productieatelier voor animatiefilms in Bukavu en Bujumbura.
In 2012 sloot hij aan bij de politieke groep Vega, die zich tot doel stelt een groen-linkse formatie op te richten in het Luikse. Hij was kandidaat voor de gemeenteraadsverkiezingen van oktober 2012, maar werd niet verkozen. Hij nam geen deel aan de regionale en Europese verkiezingen van mei 2014, waar Vega lijsten voor indiende.